# Takahide Umebachi
Takahide Umebachi (født 8. juni 1992) er en japansk fodboldspiller, som spiller for den japanske fodboldklub Zweigen Kanazawa.